# Under the Sign of the Black Mark
Under the Sign of the Black Mark — третій повноформатний альбом Bathory. Виданий 11 травня 1987 року лейблом Under One Flag. Його вважають початком блек-металу як сформованого жанру. Останній з блек-метал трилогії колективу, у подальших працях було започатковано інший жанр — вікінг-метал. Титл, за участі атлета Лейфа Ехрнборга, знято на сцені «Королівської опери».

## Список пісень
I сторона
| #  | Назва                                   | Тривалість |
| -- | --------------------------------------- | ---------- |
| 1. | «Nocternal Obeisance» (інструментальна) | 01:28      |
| 2. | «Massacre»                              | 02:39      |
| 3. | «Woman of Dark Desires»                 | 04:06      |
| 4. | «Call from the Grave»                   | 04:53      |
| 5. | «Equimanthorn»                          | 03:42      |

II сторона
| #  | Назва                    | Тривалість |
| -- | ------------------------ | ---------- |
| 1. | «Enter the Eternal Fire» | 06:57      |
| 2. | «Chariots of Fire»       | 02:47      |
| 3. | «13 Candles»             | 05:17      |
| 4. | «Of Doom...»             | 03:45      |